# Хулио Мангада
Хулио Мангада Розеньорн (на испански: Julio Mangada Rosenörn) е виден офицер от испанската републиканска армия по време на Гражданската война в Испания.

## Биография
Професионален войник, добре известен със своите прогресивни и често радикални идеи, Мангада започва военната си кариера през 1896 г., като се присъединява към Пехотната академия, където е назначен като лейтенант. На 1 май 1900 г., като млад пехотен лейтенант от сицилианския 7-ми полк, разположен в Сан Себастиан де лос Рейес, войник го е чува да изразява лични възгледи в знак на симпатия към пролетарското празнуване на Първи май, и го изобличава на своя полковник, след което е арестуван. През 1904 г. започва близко приятелство с журналиста и писател Хосе Накенс, който постоянно се бори с реакционерите за постигане на испанска република. През 1906 г. е повишен в капитан, но за негово голямо огорчение се налага да посети новия си приятел в килията, където Накенс е затворен, след като е заподозрян в агитация за убийството на крал Алфонсо XIII. Други републиканци, които го посещават в затвора, канят Мангада да се присъедини към масоните, което той прави. Горе-долу по същото време се запознава с тогавашния капитан (по-късно генерал) Хосе Перогордо, който го учи на есперанто.
Впоследствие е повишен в командир (1918) и подполковник (1929).
Полковник Мангада играе важна военна и политическа роля като офицер във Втората испанска република, където през 1932 г. е главният герой на „инцидента при Карабанчел“, в който след поражението на диктатора Мигел Примо де Ривера и изгнанието на непопулярния крал Алфонсо XIII, Мангада печели огромна обществена подкрепа, като защитава демократично избраното испанско правителство срещу десни офицери, които подкрепят бунтовническите монархически сили, които в крайна сметка трябва да се обединят под ръководството на Франсиско Франко. След като министърът на правосъдието Алваро де Алборнос говори в Авила в защита на арестите на офицери от бунтовническата армия, опозорените генерали Милан дел Бош и Хосе Кавалканти обявяват възмущението си и самите те са арестувани. На 27 юни с пълната подкрепа на министъра на войната Мануел Асаня, полковник Мангада се изправя и арестува непокорните Франсиско Ларго Кабайеро, генерал-майор Мануел Годед и генерал Вилегас.
През 1936 г. в началото на Гражданската война командва военна група, известна като „Колона Мангада“, която печели няколко важни битки край Мадрид. Неговите войски побеждават колоните на фашисткия командир Лисардо Довал и убиват съоснователя на испанската фаланга Онесимо Редондо. За това той е повишен в полковник, но е широко известен неофициално като народен генерал.
След някои поражения са му възложени други отговорности. В края на войната бяга от Испания на борда на кораба Станбрук във Френски Алжир, а след няколко месеца в Мексико, където умира.